# Vovray-en-Bornes
Vovray-en-Bornes é uma comuna francesa na região administrativa de Auvérnia-Ródano-Alpes, no departamento da Alta Saboia. Estende-se por uma área de 6.57 km². Em 2010 a comuna tinha 551 habitantes (densidade: 83,9 hab./km²).